# Vesalea occidentalis
Vesalea occidentalis là một loài thực vật có hoa trong họ Kim ngân. Loài này được José Angel Villarreal miêu tả khoa học đầu tiên năm 1997 dưới danh pháp Abelia occidentalis.
Năm 2013 Maarten Christenhusz chuyển nó sang chi Linnaea. Năm 2015 Wang và cộng tác viên lại chuyển nó sang chi Vesalea và hợp lệ hóa danh pháp Vesalea occidentalis.
Loài này có tại Mexico (đông nam Durango, bắc Jalisco).